# Martin Scholten
Martin Scholten (* 1967 in Essen) ist ein deutscher bildender Künstler.

## Leben und Werk
1999 begann Martin Scholten ein Studium der Freien Kunst an der Hochschule für bildende Künste Hamburg. Er studierte bei Olav Christopher Jenssen im Fachbereich Malerei. 2004 schloss er sein Studium mit Diplom ab. Es folgten nationale wie internationale Ausstellungen in Galerien, Kunstvereinen und auf Kunstmessen. Er lebt und arbeitet in Hamburg. Martin Scholtens Bilder „entstehen in einem seriellen Prozess – rhythmische Strukturen und farbenreiche Harmonie bilden die Grundmuster seiner oftmals über zwei Meter großen Acrylgemälde“.

## Preise
- 2014 Kunstbeutel Hamburg

## Ausstellungen (Auswahl)
- 2015: „The Carpet Crawlers“ Palais für aktuelle Kunst, Glückstadt
- 2012: „new abstractions“ White Trash Contemporary, Hamburg
- 2011: „Genius + Love“ White Trash Contemporary, Hamburg
- 2008: „Wir nennen es Hamburg“ Kunstverein, Hamburg
- 2007: „paper works – works on paper“ Gallery Kai Hilgemann, Berlin
- 2006: „a smattering of english“ TekeningenProjects Gallery, Amsterdam
- 2005: „Untitled“ Gallery Kusseneers, Antwerpen
- 2004: „Sambaelephant & Castle“ Gallery Kusseneers, Antwerpen